# Histoire de Charlottetown
Article traduit de l'anglais : History of Charlottetown.
L'Histoire de Charlottetown a commencé avec la colonie militaire française établie en 1720. À travers les décennies, il devient la plus grande et importante ville de l'Île-du-Prince-Édouard.

## 1720 - 1758

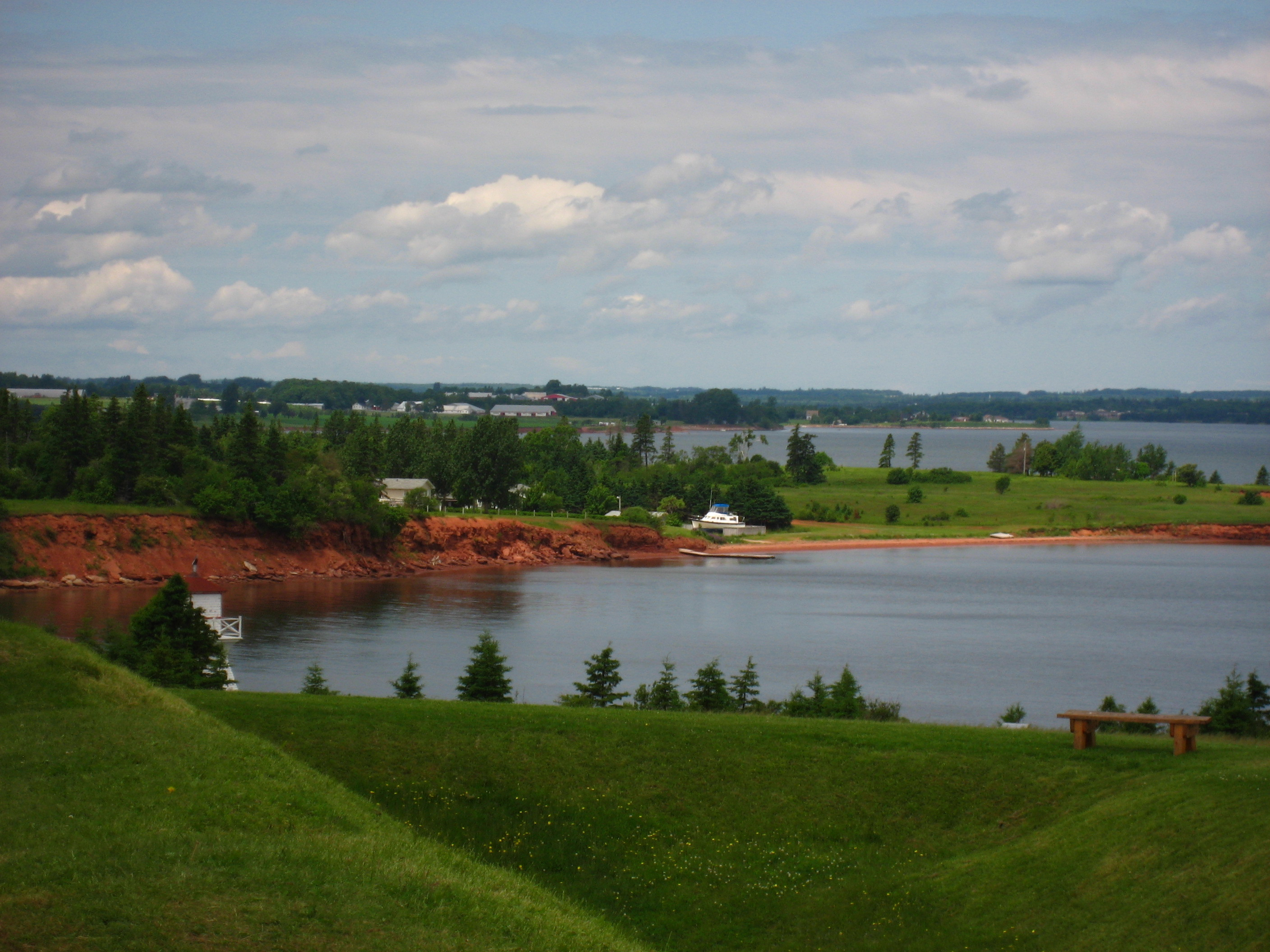
Fort Amherst est situé au sud de la ville sur le côté ouest du port de Charlottetown.

Des français habitant à la forteresse de Louisbourg fondent en 1720 la ville de Port-la-Joye, du côté sud-ouest du port actuel. Cette colonie est dirigée par Michel Haché-Gallant, qui utilise son voilier pour apporter les Acadiens de Louisbourg. La plupart des Acadiens de la Nouvelle-Écosse sont déportés par les Britanniques à partir de 1755 lorsqu'ils refusent de prêter un serment d'allégeance. En août 1758, au milieu de la Déportation des Acadiens, la flotte britannique prend le contrôle de la colonie et du reste de l'île, déportant les Acadiens qu'ils peuvent trouver durant la déportation de l'île Saint-Jean. Les Britanniques construisent le Fort Amherst près du site abandonné de la colonie de Port-la-Joye pour protéger l'entrée du port.
La première session de l'Assemblée législative a lieu en 1773. La première baraque est construite en 1778. La première école est inaugurée en 1780. Le premier bureau de poste de l'Île ouvre ses portes en 1802. Le marché public Round Markjet House ouvre ses portes en 1823. La Province House ouvre ses portes en 1835. L'Académie Central est inaugurée en 1836. La PEI Steam Navigation Company est constituée et commence son service de traversiers plus tard la même année. L'Examiner est publié à partir de 1847. L'éclairage au gaz est introduit en 1854. La ville de Charlottetown est constituée en municipalité en 1855, la même année où le Collège Dunstans ouvre ses portes, où la Banque de l'Île-du-Prince-Édouard est constituée et où les services de police et de pompiers sont formés. L'école normale est établie en 1856. Les lampadaires aux gaz sont installés en 1859. Le prince de Galles, futur roi Edward VII, visite la ville en 1860; la Central Academy est renommée collège Prince of Walles pour l'occasion. La conférence de Charlottetown a lieu en 1864. Le Patriot est publié la même année. Le Grand incendie de Charlottetown détruit une partie de la ville en 1866. Le Charlottetown Guardian est publié pour la première fois en 1872. Les commissions scolaires sont établies en 1877. En 1879, un hôpital psychiatrique, désormais l'hôpital Hisslborough, est ouvert, de même que l'hôpital de Charlottetown. L'hôpital de l'Île-du-Prince-Édouard est inauguré en 1884, la même année où le téléphone est installé et que l'allée Victoria est reconstruite à la suite d'un incendie. L'éclairage électrique est introduit en 1885.

## 1759 - 1855
Charlottetown fut choisi pour le siège du comté de Queens dans l'arpentage colonial de 1764 par le capitaine Samuel Holland des ingénieurs royaux. Un an après, Charlottetown fut nommé la capitale coloniale de l'île St. John. D'autres arpentages entrepris entre 1768–1771 décidèrent le placement des rues et les lieux publics qui existent encore dans le district historique. La ville est nommée en honneur de la reine Charlotte, consort du roi George III.

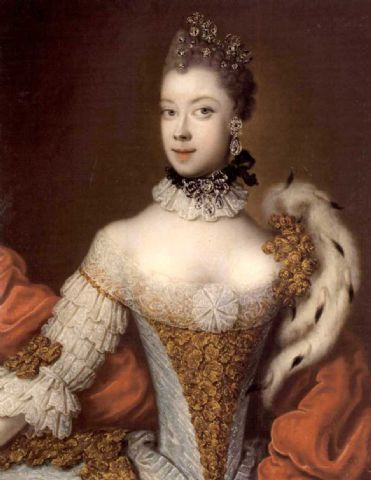
Charlottetown est nommé en honneur de la reine Charlotte, consort du roi George III.

  Le 17 novembre 1775, la nouvelle capitale de la colonie fut saccagée par des corsaires du Massachusetts, des participants dans la Guerre d'indépendance des États-Unis. Pendant l'attaque, le sceau colonial fut volé et plusieurs prisonniers, comme Phillips Callbeck et Thomas Wright, furent apportés à Cambridge, Massachusetts et relâchés plus tard.
En 1793, des terrains étaient mis de côté par le gouverneur Fanning sur les limites ouest de la communauté pour "l'administrateur du Gouvernement" (le gouverneur), et fut connu sous le nom de la "Fanning Bank".
Le 29 novembre 1798, île St. John fut renommé à l'Île-du-Prince-Édouard en honneur d'Édouard-Auguste de Kent qui était le commandant en chef de l'Amérique du Nord.
En 1805, la garnison britannique locale a construit une défense pour le port appelé "Fort Edouard" à l'ouest du quai de la capitale et la "Prince Edward Battery" protégeait l'endroit.
En 1835, la maison du gouvernement fut construite à Fanning Bank comme une résidence pour le Gouverneur de la colonie. Aujourd'hui, c'est la résidence officielle pour les lieutenants-gouverneurs.
De 1843 et 1847, un nouvel édifice législatif fut construit dans la communauté. Nommé l'édifice Colonial originairement, après la confédération avec le Canada, son nom changea à Province House. Cet édifice fut terminé par Isaac Smith comme bâtisseur/architecte fut un grand moment dans l'histoire de la capitale et est toujours utilisé par la législature provinciale et est un Lieu historique national, et est le deuxième plus vieux siège législatif du Canada.
Le 17 avril 1855, Charlottetown fut incorporé comme ville, tenant sa première réunion de conseil le 11 août de cette année. La communauté avait 6 500 résidents.

## 1856 - 1885
Du 1er au 7 septembre 1864, Charlottetown fut l'hôte de ce qui est maintenant appelé la Conférence de Charlottetown. Bien qu'il y eut plusieurs rencontres et négociations qui conduiraient à la Confédération canadienne furent dans Province House, plusieurs évènements sociaux se répandirent dans les communautés avoisinantes.

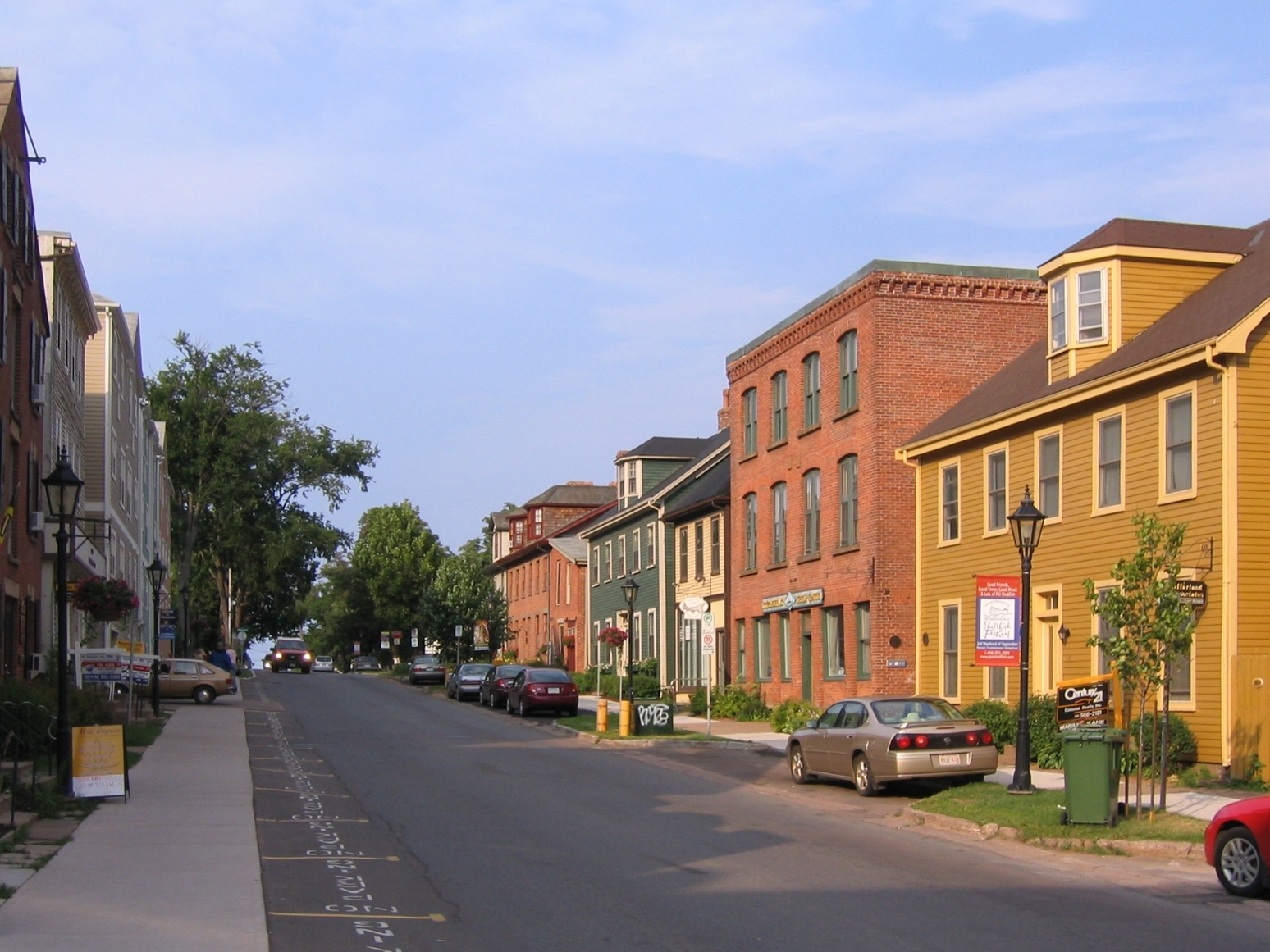
Vue de Water Street.

Le 14 juin 1873, le "Government House Farm" à Fanning Bank fut désigné un parc municipal, nommé par Victoria en honneur de la reine Victoria.
L'Île-du-Prince-Édouard entre la Confederation le 1er juillet 1873.
À part d'être le siège du gouvernement colonial, la communauté était reconnue au début du XIXe siècle pour la Construction navale et son industrie de bois et aussi comme étant un port pour les pêcheurs. La construction navale diminua à la fin du XIXe siècle. En août 1874, le chemin de fer de l'Île-du-Prince-Édouard a ouvert sa ligne principale entre Charlottetown et Summerside. Le chemin de fer, ainsi que sa construction navale, propulsa le développement industriel près du quai pour plusieurs décennies.
Le premier centre de santé de la province, l'hôpital de Charlottetown, fut ouvert par le Diocèse de Charlottetown en 1879, qui fut suivi de l'hôpital de l'Île-du-Prince-Édouard opérée par les fonds publics en 1884.
En 1885, le statut de la municipalité fut promu à une ville.

## 1886 - 1950
La religion avait un rôle central sur le développement des institutions à Charlottetown avec des écoles publiques (c.-à-d. protestantes) et catholiques  (Catholic Queen Square, Notre Dame et St Joseph. contre Protestant West Kent et Prince Street) (hôpitaux (Hôpital Île-du-Prince-Édouard contre Hôpital Charlottetown), et des institutions post-secondaires (Prince of Wales College contre St. Dunstan's University) furent fondés. St. Dunstan était un séminaire au début pour entrainer les prêtres; et le Maritime Christian College fut fondé en 1960 pour entrainer les pasteurs pour certaines religions protestantes à Île-du-Prince-Édouard et les Provinces maritimes.

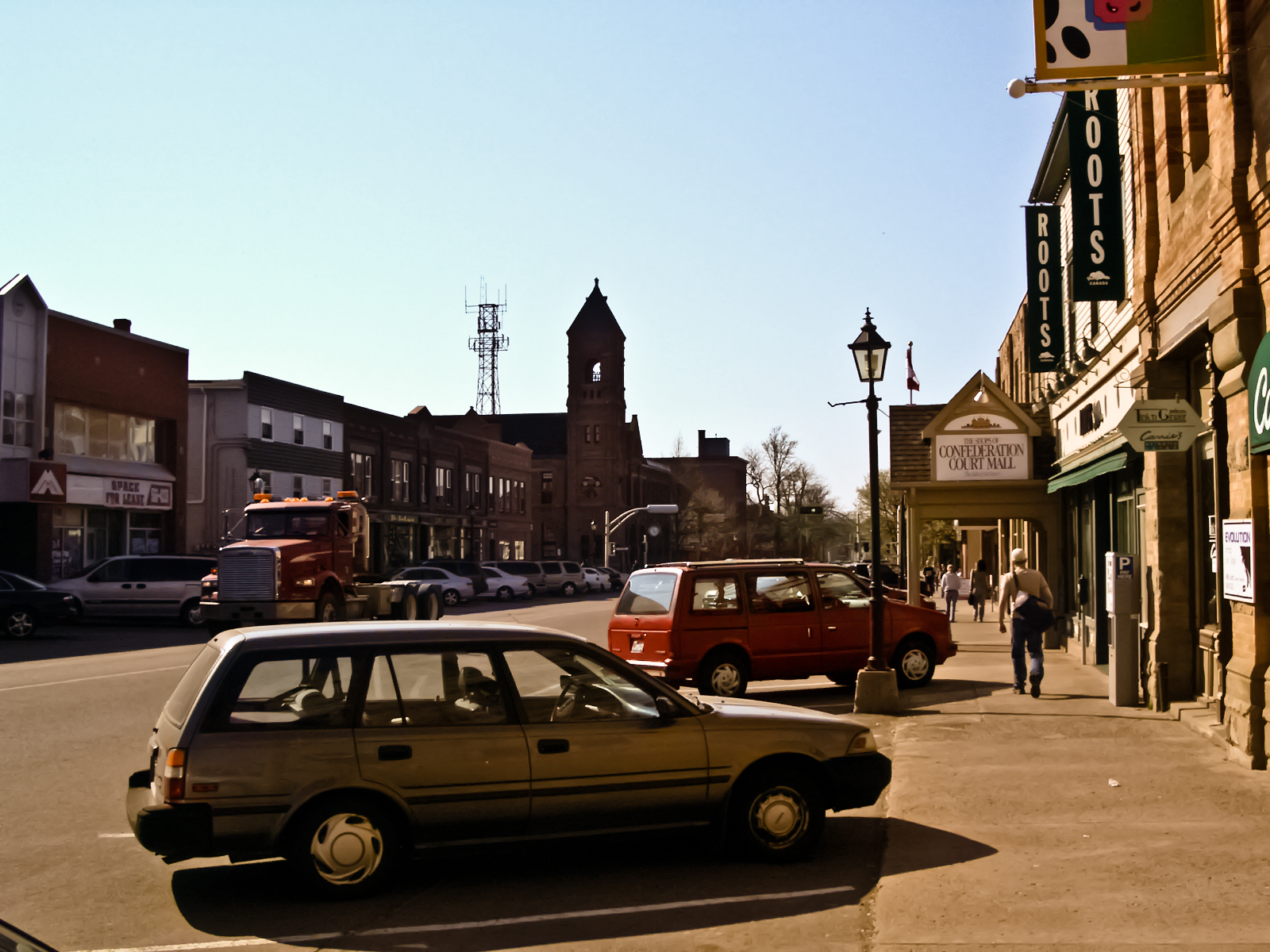
Queen Street dans le district des affaires

Comme le reste de l'Amérique du Nord, l'automobile a formé le développement de Charlottetown, quand les fermes des régions rurales de Brighton, Spring Park et Parkdale virent une croissance d'habitations. L'aérodrome de Charlottetown dans Sherwood fut modernisé en partie pour le British Commonwealth Air Training Plan et fonctionnait pour la durée de la Seconde Guerre mondiale comme RCAF Station Charlottetown, en liaison avec RCAF Station Mount Pleasant et RCAF Station Summerside. Après la guerre la piste fut renommée à l'Aéroport de Charlottetown. Le chantier naval de Charlottetown fut beaucoup utilisé pendant la guerre, pour améliorer et moderniser plusieurs vaisseaux de guerre de la Marine royale canadienne. Après la guerre, plusieurs développements résidentiels s'étendirent dans les régions rurales, surtout dans les régions rurales de Sherwood, West Royalty et East Royalty.

## 1951 - présent
En 1959, le village de Spring Park fut fusionné avec la ville, prolongeant la frontière nord de la ville de Kirkwood Drive à Hermitage Creek y compris le campus de l'université St. Dunstan.
Pour célébrer le centenaire de la conférence de Charlottetown, les dix gouvernements provinciaux et le gouvernement du Canada ont contribué pour un monument national pour les « Pères de la Confédération ». Le Centre de Confédération des Arts, qui a ouvert ses portes en 1964, est un cadeau aux résidents de l'Île-du-Prince-Édouard et inclut une bibliothèque publique, une galerie d'arts renommée, un groupe théâtral qui joue au Festival de Charlottetown chaque été.

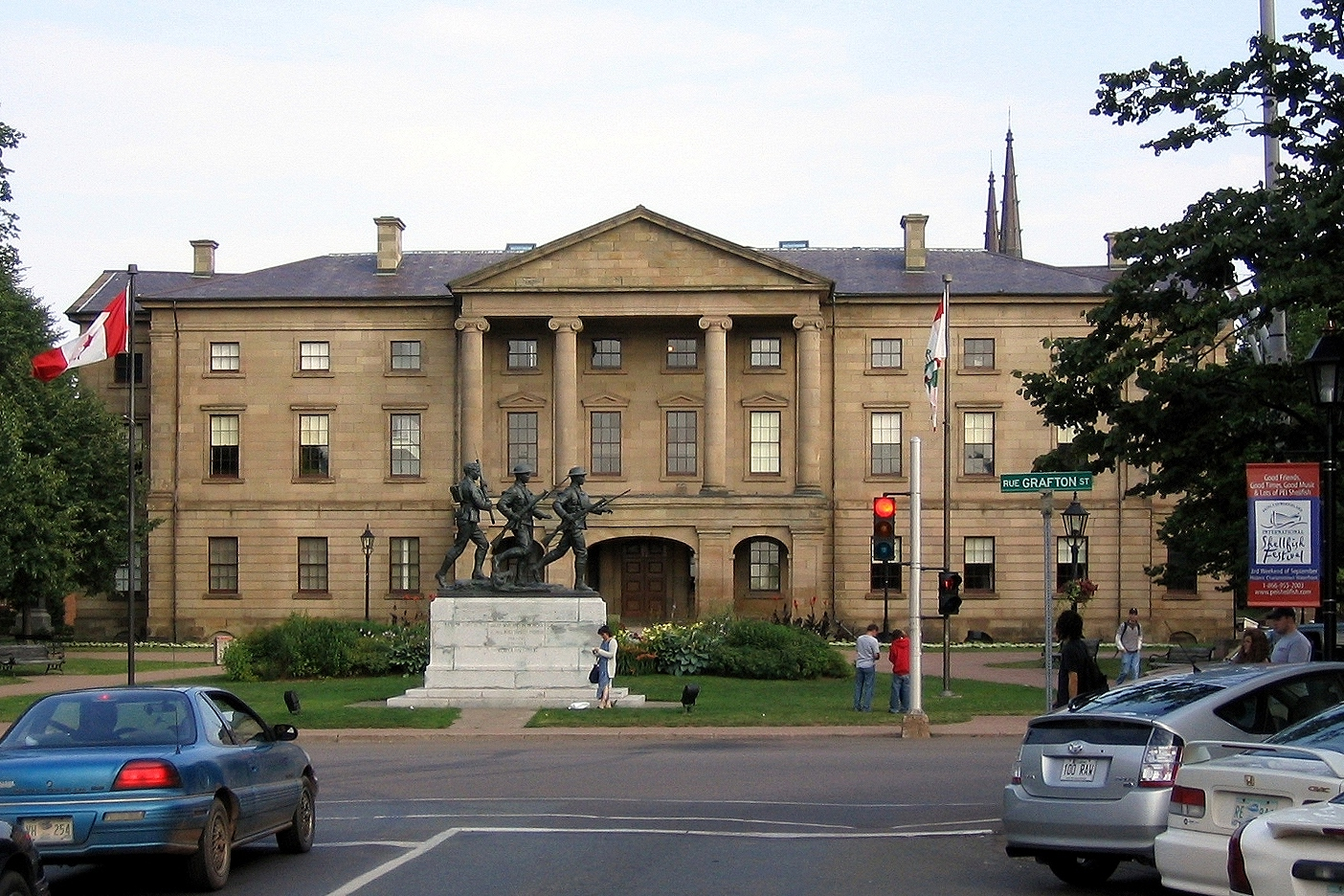
Province House est la deuxième plus vieille édifice législatif et le foyer de l'Assemblée législative de l'Île-du-Prince-Édouard.

Dans les années 1960, de nouvelles écoles publiques furent construites dans la communauté et en 1969, la ville fut le foyer de la fusion de l'université de l'Île-du-Prince-Édouard (UPEI), localisé sur l'ancien campus de l'université St. Dunstan. Avec Agriculture et Agroalimentaire Canada et la ferme expérimentale de Charlottetown (aussi connue comme Ferme Ravenwood), ces propriétés sont un grand espace vert entouré de la ville. Le campus du centre-ville de Prince of Wales College est devenu une partie d'un nouveau collège provincial nommé collège Holland, en honneur du capitaine Samuel Holland. Le Plan de Développement Compréhensif à la fin des années '60 contribua immensément à l'expansion du gouvernement provincial à Charlottetown dans la prochaine décennie.
L'hôpital Queen Elizabeth fut ouvert en 1982. En 1983, le quartier général du ministère des Anciens Combattants fut déménagé à Charlottetown en raison du programme de décentralisation du gouvernement fédéral. En 1986, UPEI s'agrandit avec l'ouverture de l'Atlantic Veterinary College.
Durant les années 1970 à 1990, Charlottetown agrandira son espace bureaucratique et commercial. Un hôtel près du port et un centre de convention furent complétés en 1982 qui aide et encourage la diversification dans la région, causant la construction de complexes résidentiels et de magasins au centre-ville. L'abandon de services de trains dans la province par CN en décembre 1989 fit que les terres du train et des industries du côté est du port furent transformées en parcs et attractions culturelles.
Pendant la fin des années 1990 et les années 2000, un changement majeur s'est fait dans les sortes de magasins avec l'ouverture de magasins à grande distribution à l'endroit où des centres d'achat existaient dans les banlieues du nord, particulièrement dans la région de West Royalty, qui est une route de jonction clé.
En 1995 Charlottetown fut fusionné avec Sherwood, Parkdale, Winsloe, West Royalty et East Royalty. Depuis la fusion, la ville occupe la plus grande partie de Queens Royalty.
Le district de centre d'affaires augmente constamment puisque le gouvernement et le secteur privé doivent construire des bureaux; aussi des institutions sont bâties ou modernisées, mais les magasins au détail dans le secteur de bureaux de Charlottetown a souffert de la construction de magasins à grande distribution dans les banlieues.